# محمد بوشيش
محمد بوشيش (مواليد 24 فبراير 1962) هو ملاكم جزائري، مثّل بلاده في الألعاب الأولمبية الصيفية في دورتي 1980 و1984.

## روابط خارجية
محمد بوشيش على موقع بوكس ريك (الإنجليزية) (registration required)
- محمد بوشيش على موقع أوليمبيديا (الإنجليزية)